# Rui Pinheiro
Rui Jorge de Mendonça Pinheiro (Nampula, Moçambique, 7 de Maio de 1953 – 3 de abril de 2022) foi um basquetebolista moçambicano naturalizado português.
Tornou-se conhecido no Sporting de Lourenço Marques (Maputo) como uma das grandes promessas do basquetebol, tendo viajado depois para Portugal onde ingressou em clubes como o Sporting Clube de Portugal, o Atlético de Queluz e o Grupo Desportivo Estoril Praia. Foi também jogador da Selecção Portuguesa de Basquetebol.
Mais recentemente, reformou-se da carreira de bancário. Foi casado e teve três filhos.